# Schlacht auf dem Peipussee

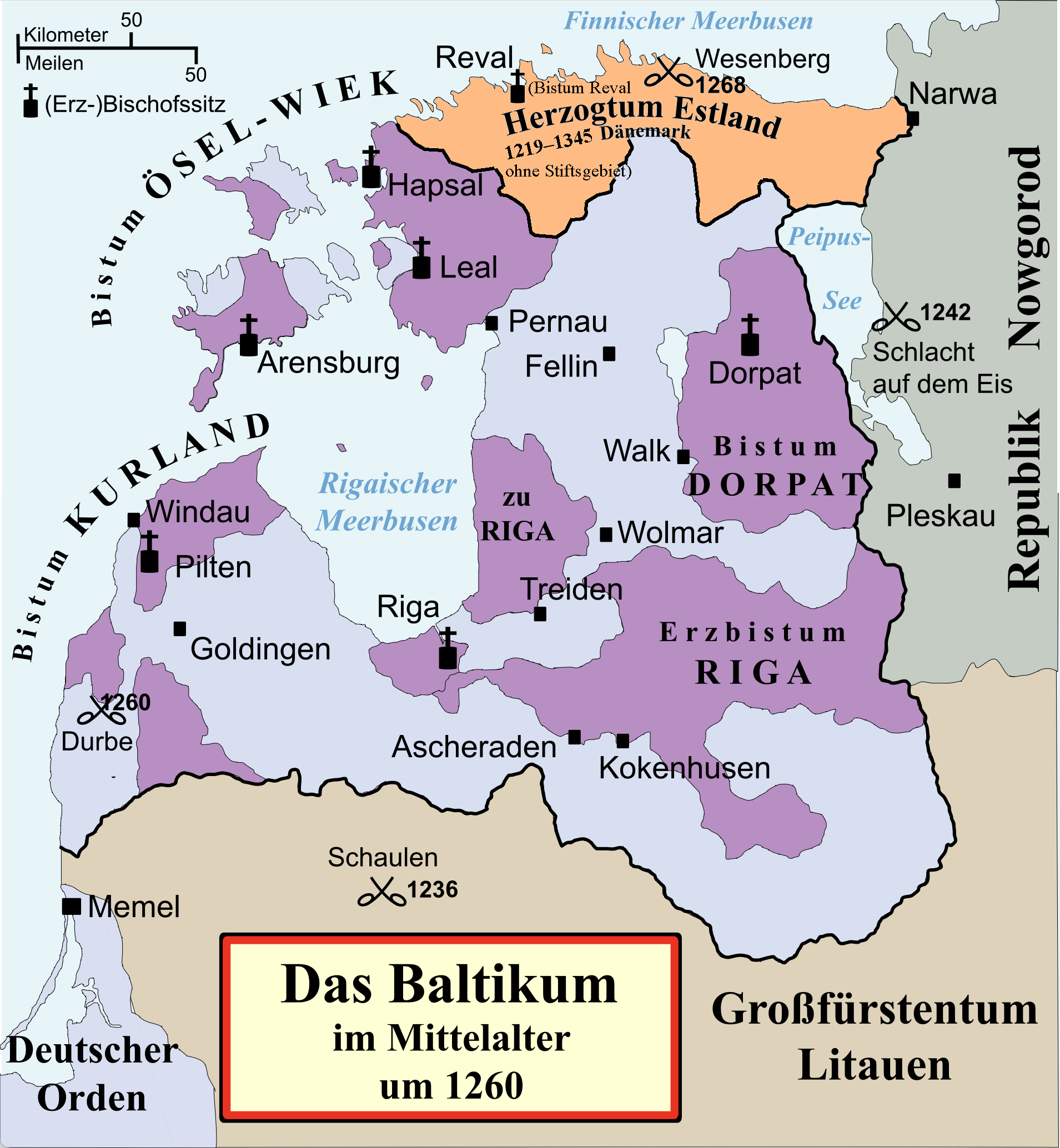
Übersichtskarte

In der Schlacht auf dem Peipussee oder Schlacht am Peipussee (auch: Schlacht auf dem Eise) vernichtete am 5. April 1242 ein russisches Heer unter Führung des Nowgoroder Fürsten Alexander Newski eine Streitmacht des Livländischen Ordens – der Vereinigung aus Deutschem Orden und Schwertbrüderorden – und setzte damit deren Ostexpansion ein Ende. Traditionelle russische Historiker haben die Bedeutung der Schlacht stark überhöht; ihr tatsächlicher Umfang und ihre Tragweite werden bis heute in der internationalen Geschichtswissenschaft kontrovers diskutiert.

## Vorgeschichte
Die russischen Fürstentümer sahen sich zu Beginn des 13. Jahrhunderts von drei Seiten bedroht. Im Süden erlag die Kiewer Rus zwischen 1223 und 1240 mehreren Anstürmen der Mongolen unter Dschingis Khan und Batu Khan. Letzterer unternahm in den Jahren von 1237 bis 1239 einen ersten Kriegszug gegen die nördliche Rus. Zur gleichen Zeit sahen sich deren Gebiete – unter anderem die Republik Nowgorod und das Großfürstentum Wladimir, die sich durch Tributzahlungen an die Mongolen eine gewisse Selbständigkeit bewahren konnten – zunehmenden Angriffen durch die Dänen und Schweden aus dem Norden und durch die Truppen des Bischofs von Dorpat sowie die Ritter des Deutschen Ordens und des Schwertbrüderordens aus dem Westen ausgesetzt. Vor allem die reiche Handelsmetropole Nowgorod, am Wolchow nördlich des Ilmensees gelegen, sah ihren Handel empfindlich gestört.
Die Nowgoroder Bojaren wählten daher 1236 Alexander Jaroslawitsch, den Sohn des Großfürsten von Wladimir, zu ihrem Fürsten. Er besiegte 1240 ein aus Finnland eingedrungenes schwedisches Invasionsheer unter Birger Jarl in der Schlacht an der Newa nahe dem heutigen Sankt Petersburg, was ihm den Beinamen „Newski“ einbrachte.
Im selben Jahr wurde die Bedrohung durch die deutschen Kreuzritter und die Ritter des Deutschen Ordens akut, in den 1237 der vorwiegend in Livland operierende Schwertbrüderorden eingegliedert worden war. Unter der Führung des Bischofs von Dorpat, Hermann I. von Buxthoeven, drangen sie von Estland aus auf das Gebiet Nowgorods vor. Gefährlich wurde die Situation für die Stadt, als der Ritterorden das zum Schutz der Nowgoroder Handelswege wichtige Pskow (dt.: Pleskau) südlich des Peipussees einnahm.
Unter der Führung Newskis gelang es den Nowgorodern 1241 die Festung Koporje und im März 1242 Pskow selbst zurückzuerobern.

## Der Verlauf der Schlacht
Nach diesen ersten Erfolgen beschloss Newski, den Kampf ins Gebiet der Ordensritter zu tragen, und rückte nach Westen gegen die Festung Isborsk vor.
Anfang April wurde eine Vorhut der Nowgoroder von den Rittern und ihren estnischen Hilfstruppen besiegt und auf ihrem Rückzug über das Eis des Peipussees verfolgt.
Um zu verhindern, dass das Ritterheer Pskow im Norden umging, zog die russische Hauptstreitmacht nun der zurückgeschlagenen, aber noch geschlossen operierenden Vorhut entgegen und vereinigte sich mit ihr vor dem Ostufer des zugefrorenen Sees. Hier stellten sie sich am 5. April 1242 den Verfolgern zur Schlacht.
Wie fast alle mittelalterlichen Quellen, so sind auch die zeitgenössischen Berichte über die Schlacht auf dem Peipussee in ihren Zahlenangaben sehr ungenau. Frühere russische Schätzungen gingen von etwa 15.000 Kämpfern auf Seiten der Nowgoroder und von etwa 10.000 auf Seiten der Ordensritter aus. Nichtrussische Historiker rechneten seit jeher mit erheblich geringeren Zahlen. Heute gelten auch unter russischen Experten 3.000 bis 4.000 Kämpfer auf Seiten Nowgorods (einschließlich der Druschina Alexander Newskis) als wahrscheinlich. Die Ordens-Streitmacht dürfte nur aus 500 bis 600 Berittenen sowie aus 1.000 bis 1.200 Mann estnischer Fußsoldaten bestanden haben. Laut einer historischen Chronik waren unter den Ordensrittern nur 30 echte Panzerreiter, denen jeweils 5 bis 6 leichte Reiter zur Seite gestellt waren. Das ergäbe eine Zahl von höchstens 200 Reitern.
Die Schlacht fand in der Südostecke des Peipussees nahe der Insel Woroni Kamen (Rabenstein) statt. Eröffnet wurde sie bei Tagesanbruch mit einem Angriff der berittenen Truppe des Ordensheeres. In ihrer üblichen Kampftechnik des massiven Reiterangriffs ging sie in einer Keilformation gegen das russische Zentrum vor, das aus Fußtruppen der Nowgoroder Miliz bestand. Diese wichen bis zum Ufer des Sees zurück, und ihre Reihen wurden fast durchbrochen. Mit Erreichen der abschüssigen und vereisten Uferböschungen konnten die Ritter ihre Schlagkraft nicht mehr voll entfalten. Zudem hielten die linke und rechte Flanke des russischen Heeres allen Angriffen stand und verhinderten so, dass die Ordensritter ihren Teilerfolg im Zentrum nutzen konnten.
Die Endphase der Schlacht begann, als Newski seine Druschina, die er bis dahin in einem Hinterhalt zurückgehalten hatte, in den Kampf schickte. Die Reitertruppe umging den rechten Flügel des Ritterheeres und griff es im Rücken an. Nunmehr von allen Seiten umringt und auf engstem Raum zusammengedrängt, waren die Ritter ihrer üblichen Taktiken weitgehend beraubt. Die Nowgoroder Fußtruppen konnten sie mit Spießen von ihren Pferden stoßen und anschließend erschlagen.
Viele sollen auch ertrunken sein, als das Eis unter dem Gewicht der Panzerreiter stellenweise nachgab. Nur einzelnen Rittern gelang es, die Umzingelung zu durchbrechen und über das Eis in Richtung des etwa zehn Kilometer entfernten Westufers zu fliehen.
Nach russischen Quellen sollen rund 500 Ritter und zahlreiche Kämpfer aus dem estnischen Fußvolk erschlagen und 50 adlige Mitglieder des Deutschen Ordens in Gefangenschaft geraten sein. Auch hier liegen die Zahlen westlicher Historiker niedriger.

## Folgen und historische Bedeutung
Als unmittelbare Folge der Schlacht auf dem Peipussee schloss der Deutsche Orden im Sommer 1242 ein Friedensabkommen mit Nowgorod. Es legte die Narwa als Grenzfluss zwischen Nowgorod und den Ländern des Ordens fest und sah einen gegenseitigen Gefangenenaustausch sowie den dauernden Verzicht des Ordens auf weitere Eroberungen auf Nowgoroder Gebiet vor. Seine Bestätigung fand dieses Ergebnis im Jahr 1268 durch einen weiteren russischen Sieg über ein deutsch-dänisches Ritterheer in der Schlacht bei Wesenberg.
Die Expansion des Deutschen Ordens verschob sich nun nach Nordestland und ins Gebiet der Žemaiten im Süden.
Auf lange Sicht war Newskis Erfolg maßgebend für den weiteren Verlauf der Tatarenherrschaft, bei der die Fürstentümer der nördlichen Rus unter der Oberherrschaft der Goldenen Horde ihre Autonomie wahren konnten. Newskis Sohn Daniil Alexandrowitsch erhielt von der Goldenen Horde das damals noch unbedeutende Fürstentum Moskau zum Lehen, das unter seinen Nachfolgern zur Keimzelle des russischen Zarenreiches werden sollte.
Da in der Schlacht nicht nur Russen auf Deutsche, Dänen und Esten gestoßen waren, sondern auch orthodoxe auf katholische Christen, bestimmte ihr Ausgang langfristig auch die Einflusssphären der Ost- und der Westkirche im Baltikum.

## Rezeption
Wie die Varusschlacht im deutschen, so nahm und nimmt die Schlacht auf dem Peipussee bis heute im russischen Geschichtsbewusstsein eine besondere Stellung ein. Alexander Newski wurde von der Russisch-Orthodoxen Kirche 1547 heiliggesprochen und gilt bis heute als Nationalheiliger des Landes. An ihn erinnern unter anderem der russische Alexander-Newski-Orden und die Alexander-Newski-Kathedralen, -Kirchen und -Klöster in vielen Städten.
Ein heroisierendes filmisches Porträt des Feldherrn, in dem die Darstellung der Schlacht auf dem Peipussee breiten Raum einnimmt, schuf der sowjetische Regisseur Sergei Eisenstein 1938 mit seinem Werk Alexander Newski. Der Film, zu dem Sergei Prokofjew die Musik komponierte, schildert die Ordensritter als brutale Invasoren, die am Ende im Eis versinken. Nach dem Hitler-Stalin-Pakt im August 1939 durfte der Film nicht in der Sowjetunion vorgeführt werden, diente aber im Deutsch-Sowjetischen Krieg der stalinistischen Propaganda, da sich die russische Abwehr der Ordensritter als Parallele zum Kampf gegen die Wehrmacht deuten ließ.

## Bilder

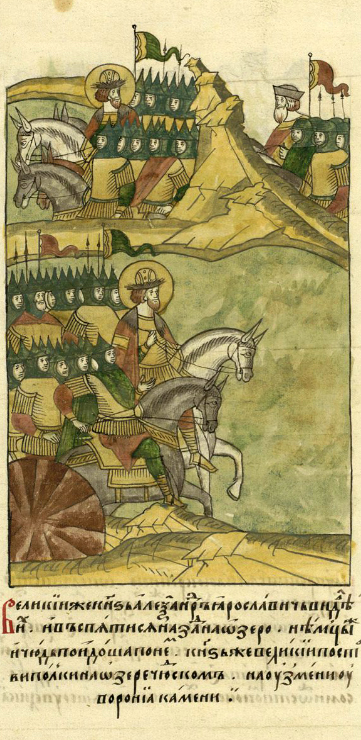
Annäherung der Heere
Denkmal am Ufer des Peipussees zur Erinnerung an die Schlacht
Russischer Krieger besiegt einen Deutschordensritter; Kupferrelief aus Sankt Petersburg, um 1980
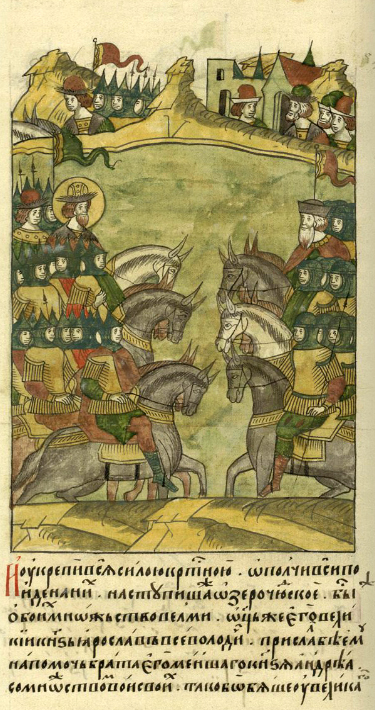
Unmittelbar vor der Schlacht
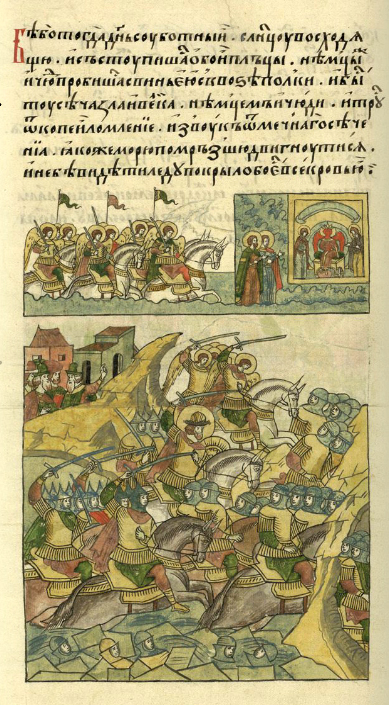
Flucht des Ordensheeres und symbolische Darstellung der Folgen